# Lopez (Quezon)
Lopez è una municipalità di prima classe delle Filippine, situata nella Provincia di Quezon, nella regione di Calabarzon.
Lopez è formata da 95 baranggay:
- Bacungan
- Bagacay
- Banabahin Ibaba
- Banabahin Ilaya
- Bayabas
- Bebito
- Bigajo
- Binahian A
- Binahian B
- Binahian C
- Bocboc
- Buenavista
- Burgos (Pob.)
- Buyacanin
- Cagacag
- Calantipayan
- Canda Ibaba
- Canda Ilaya
- Cawayan
- Cawayanin
- Cogorin Ibaba
- Cogorin Ilaya
- Concepcion
- Danlagan
- De La Paz
- Del Pilar
- Del Rosario
- Esperanza Ibaba
- Esperanza Ilaya
- Gomez (Pob.)
- Guihay
- Guinuangan

- Guites
- Hondagua
- Ilayang Ilog A
- Ilayang Ilog B
- Inalusan
- Jongo
- Lalaguna
- Lourdes
- Mabanban
- Mabini
- Magallanes
- Magsaysay (Pob.)
- Maguilayan
- Mahayod-Hayod
- Mal-ay
- Mandoog
- Manguisian
- Matinik
- Monteclaro
- Pamampangin
- Pansol
- Peñafrancia
- Pisipis
- Rizal (Poblacion)
- Rizal (Rural)
- Roma
- Rosario
- Samat
- San Andres
- San Antonio
- San Francisco A
- San Francisco B

- San Isidro
- San Jose
- San Miguel (Dao)
- San Pedro
- San Rafael
- San Roque
- Santa Catalina
- Santa Elena
- Santa Jacobe
- Santa Lucia
- Santa Maria
- Santa Rosa
- Santa Teresa (Mayupag)
- Santo Niño Ibaba
- Santo Niño Ilaya
- Silang
- Sugod
- Sumalang
- Talolong (Pob.)
- Tan-ag Ibaba
- Tan-ag Ilaya
- Tocalin
- Vegaflor
- Vergaña
- Veronica
- Villa Aurora
- Villa Espina
- Villa Geda
- Villa Hermosa
- Villamonte
- Villanacaob